# Lacus Odii

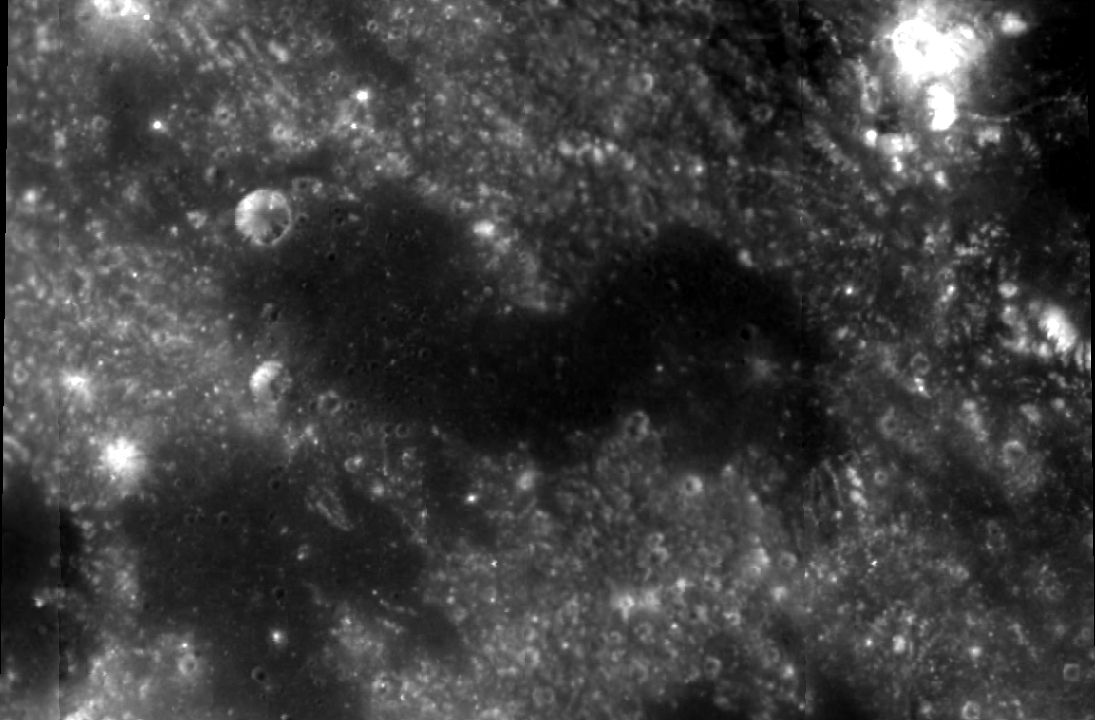
Lacus Odii

Lacus Odii (łac. Jezioro Nienawiści) – to małe morze księżycowe w krainie Terra Nivium. Jego współrzędne selenograficzne to 19,0° N, 7,0° E, a średnica wynosi 70 km. Nazwa została zatwierdzona przez Międzynarodową Unię Astronomiczną w roku 1976.